# Etanșare ferofluidică
Etanșarea ferofluidică e relizată prin folosirea ferofluidelor. Permit mișcarea rotativă menținînd o barieră reprezentată de ferofluid.